# Taguatinga (Tocantins)
Taguatinga é um município brasileiro do estado do Tocantins.

## Etimologia
O sufixo "-tinga" significa "branco" em língua tupi. Já sobre o prefixo "ta’wa-" há alguma controvérsia, provavelmente do tupi taguá, barro amarelo.
Em algum momento "ta’wa" foi traduzido como "ave", e "ta’wa’tinga" significaria neste caso "ave branca. Mas Taguá, uma espécie de argila amarelada ou vermelha, vem do tupi "ta’wa" (que pode ter originado também a palavra "taba", casa indígena). Assim, "ta’wa" significa "barro", e "ta’wa’tinga''" significa "barro branco.

## História
Antes da chegada dos europeus ao continente americano, a região dos atuais estados de Tocantins e Goiás era ocupada por indígenas do tronco linguístico macro-jê, como os acroás, os xacriabás, os xavantes, os caiapós, os javaés etc.
A partir do século XVIII, a região sudeste do atual estado de Tocantins foi colonizada por bandeirantes, aventureiros e missionários religiosos, que, ali, fundaram diversas cidades, detentoras atualmente de importante património histórico. A catequese de índios e a utilização da mão de obra escrava caracterizaram a colonização.
A cidade de Taguatinga especificamente teve a sua origem na Fazenda Brejo no século XVIII, de propriedade de uma família numerosa. Pela fertilidade de suas terras atraiu grande número de pessoas interessadas no trabalho rural e, com o tempo, se tornavam agregados, proprietários. Nas proximidades da fazenda havia outras tantas que também abrigavam pessoas atraídas pelas mesmas circunstâncias.
Em 1834, o povoado já florescente recebeu o nome de Santa Maria, onde Francisco Lino de Souza, então próspero comerciante edificou uma capela e para seu altar decidiu adquirir uma imagem de Santa Maria. Antes mesmo que a compra fosse efetuada passou pela região, com destino ao Estado da Bahia, uma família procedente de Taipas, hoje distrito de Conceição do Tocantins, que conduzia uma imagem de Nossa Senhora da Abadia e que se dispôs a cedê-la ao proprietário. Concordaram ambos que a Padroeira fosse a referida santa até quando a família regressasse para buscar a imagem, o que nunca ocorreu. A capela foi elevada à categoria de paróquia de Santa Maria de Taguatinga pela Lei nº 105, de 5 de dezembro de 1840.
Em 1855, o povoado de Santa Maria de Taguatinga foi elevado à categoria de vila, conforme Lei Província nº. 4, de 6 de novembro do mesmo ano e criado o município que foi mais tarde suspenso pela Lei nº. 355, de 1 de agosto de 1863.
Em 1868, por Lei nº 425, de 10 de novembro, a vila de Santa Maria de Taguatinga foi restaurada e a sua instalação realizou-se em 10 de junho de 1872, ficando o termo pertencente à comarca de Paranã.
Em 1918, foi criada a comarca de Taguatinga, com sede na vila de Santa Maria de Taguatinga.
Em 1948, foi criado o município de Taguatinga. A "terra das palmeiras", como é conhecida Taguatinga, ainda conserva seus casarões do século XIX.
Taguatinga, hoje, possui cerca de 15 053 habitantes (IBGE 2010).

## Geografia
Taguatinga insere-se na região oriental do Tocantins. Possui uma área total de 2 437,386 km², segundo o documento “Áreas dos Municípios Tocantinenses”, elaborado pelo Instituto de Geociências Aplicadas - IGA, datado de 1995. Do ponto de vista geográfico, a sede municipal situa-se a uma latitude 12º24’14” sul e uma longitude 46º26’09” oeste.
Segundo dados da estação do Instituto Nacional de Meteorologia (INMET), desde 1931 a menor temperatura registrada em Taguatinga foi de 11 °C em 14 de julho de 1951 e a maior atingiu 40,6 °C em 8 de outubro de 2020. O maior acumulado de precipitação em 24 horas foi de 151,1 mm em 24 de janeiro de 2013, seguido por 144,9 mm em 2 de abril de 1958 e 144,8 mm em 11 de janeiro de 2004.
| Dados climatológicos para Taguatinga | Dados climatológicos para Taguatinga | Dados climatológicos para Taguatinga | Dados climatológicos para Taguatinga | Dados climatológicos para Taguatinga | Dados climatológicos para Taguatinga | Dados climatológicos para Taguatinga | Dados climatológicos para Taguatinga | Dados climatológicos para Taguatinga | Dados climatológicos para Taguatinga | Dados climatológicos para Taguatinga | Dados climatológicos para Taguatinga | Dados climatológicos para Taguatinga | Dados climatológicos para Taguatinga |
| Mês | Jan                                  | Fev                                  | Mar                                  | Abr                                  | Mai                                  | Jun                                  | Jul                                  | Ago                                  | Set                                  | Out                                  | Nov                                  | Dez                                  | Ano                                  |
| --- | ------------------------------------ | ------------------------------------ | ------------------------------------ | ------------------------------------ | ------------------------------------ | ------------------------------------ | ------------------------------------ | ------------------------------------ | ------------------------------------ | ------------------------------------ | ------------------------------------ | ------------------------------------ | ------------------------------------ |
| Temperatura máxima recorde (°C) | 37                                   | 37                                   | 37,2                                 | 37,4                                 | 36,3                                 | 36,9                                 | 36,2                                 | 38,5                                 | 40,4                                 | 40,6                                 | 39,2                                 | 39,3                                 | 40,6                                 |
| Temperatura máxima média (°C) | 31,4                                 | 31,2                                 | 31,5                                 | 32                                   | 32,2                                 | 31,8                                 | 31,9                                 | 33,3                                 | 35,2                                 | 34,7                                 | 32,1                                 | 31,6                                 | 32,4                                 |
| Temperatura média compensada (°C) | 25,3                                 | 25,1                                 | 25,3                                 | 25,8                                 | 25,7                                 | 24,9                                 | 24,8                                 | 26,2                                 | 28                                   | 28                                   | 25,9                                 | 25,6                                 | 25,9                                 |
| Temperatura mínima média (°C) | 21,3                                 | 21,1                                 | 21,3                                 | 21,5                                 | 20,9                                 | 19,9                                 | 19,6                                 | 20,7                                 | 22,6                                 | 22,9                                 | 21,7                                 | 21,5                                 | 21,3                                 |
| Temperatura mínima recorde (°C) | 15,8                                 | 15,8                                 | 15,4                                 | 15,6                                 | 13,2                                 | 11,6                                 | 11                                   | 13,4                                 | 13,4                                 | 15,5                                 | 14,3                                 | 14,8                                 | 11                                   |
| Precipitação (mm) | 264,1                                | 215,3                                | 270,4                                | 160,1                                | 35,3                                 | 1,7                                  | 0,3                                  | 1,3                                  | 17,2                                 | 115,8                                | 246                                  | 237,5                                | 1 565                                |
| Dias com precipitação (≥ 1 mm) | 16                                   | 15                                   | 17                                   | 10                                   | 3                                    | 0                                    | 0                                    | 0                                    | 2                                    | 9                                    | 15                                   | 16                                   | 103                                  |
| Umidade relativa compensada (%) | 77,1                                 | 77,1                                 | 79,2                                 | 72,1                                 | 63                                   | 53,5                                 | 49,2                                 | 43,9                                 | 44,9                                 | 59,7                                 | 71,4                                 | 77,2                                 | 64                                   |
| Insolação (h) | 160,3                                | 150,9                                | 164,6                                | 210,7                                | 249,4                                | 261,4                                | 275,9                                | 270,2                                | 221                                  | 173,9                                | 152,8                                | 145,3                                | 2 436,4                              |
| Fonte: INMET (médias de temperatura e precipitação: normal climatológica de 1991-2020; umidade e horas de sol: normal 1981-2020; recordes de temperatura: 1931-presente) |                                      |                                      |                                      |                                      |                                      |                                      |                                      |                                      |                                      |                                      |                                      |                                      |                                      |